# Rohrach (Iller)
Die Rohrach ist ein fast 18 km langer, linker und südlicher Zufluss der Iller im Landkreis Oberallgäu und zuletzt auf dessen Grenze zum Landkreis Unterallgäu in Bayern. Er mündet an der Fluhmühle von Markt Legau.

## Geographie

### Verlauf
Die Rohrach entspringt auf etwa 930 m ü. NHN am Ostrand des Kürnacher Walds rund 700 m nordöstlich des Bergs Dürrer Bichl (auch Dürrer Bühl genannt) und etwa 500 m nordnordwestlich des Bergs Blender, die beide Höhen von über (1070 m ü. NHN) erreichen. Ihre Quelle liegt weniger als 200 Meter südlich des Wiggensbacher Weilers Staudach. Unterhalb ihres Ursprungs bildet sie die kleine Rohrachklamm mit steilen Abhängen und Felswänden.
Auf ihrem Weg Richtung Nordnordwesten durchquert die Rohrach – abgesehen vom am Oberlauf gelegenen Wiggensbach – insbesondere landwirtschaftlich genutzte Flächen, Feuchtwiesen und Wälder. Auf seinem letzten Kilometer wendet sich der Bach nach Osten und ist nun das Grenzgewässer zwischen den Landkreisen Oberallgäu und Unterallgäu. Nördlich des Wasserkraftwerks Fluhmühle fließt die Rohrach auf 622 m ü. NHN von links in den Donau-Nebenfluss Iller ein.
Die Rohrach mündet nach 17,5 km langem Weg mit mittlerem Sohlgefälle von etwa 8 ‰ rund 308 Meter unterhalb ihrer Quelle bei Staudach.

### Einzugsgebiet
Das Einzugsgebiet der Rohrach ist 23,1 km² groß und liegt naturräumlich überwiegend im Iller-Jungmoränenland. Der oberste Lauf noch vor Wiggensbach liegt jedoch im südwestlich angrenzenden Adelegg und der Bach hat danach ein paar ebenfalls in dieser Berglandschaft entstehende linke Zuflüsse. Am untersten Lauf kurz vor und dann nach der Ostwende der Rohrach grenzt linksseits das Untere Illertal an dazu einem nur winzigen Gebietsanteil rechts der Rohrach. Die größten Höhen sind der Dürre Bichl mit ca. 1077 m ü. NHN und der Blender mit 1072 m ü. NHN um die oberste Talmulde, die zu den Randbergen des Adeleggs gehören.

### Zuflüsse
Liste einer Auswahl der Zuflüsse von der Quelle zur Mündung.
- (Bach vom Burgholz), von links und Südwesten bei Wiggensbach
- Holdenrieder Bach, von links und Südwesten bei Wiggensbach-Zur Mühle
- Sägemühlbach, von links und Südsüdwesten bei Wiggensbach-Heckelsmühle
- Kalkofenbächle, von links und Süden bei Altusried-Neumühle
- Winnebergbach, von rechts und Südosten in Altusried-Ottenstall
- Kochtobelbach, von links und Südwesten vor Altusried-Staubers
- Singerstobelbach, von links und Südwesten nach Altusried-Rorach

## Wasserräder
Einst drehten sich fast zwanzig Wasserräder am Ufer der Rohrach, die Kraft für Sägewerke, Kornmühlen und Knochenstampfmühlen lieferten.

## Fotos

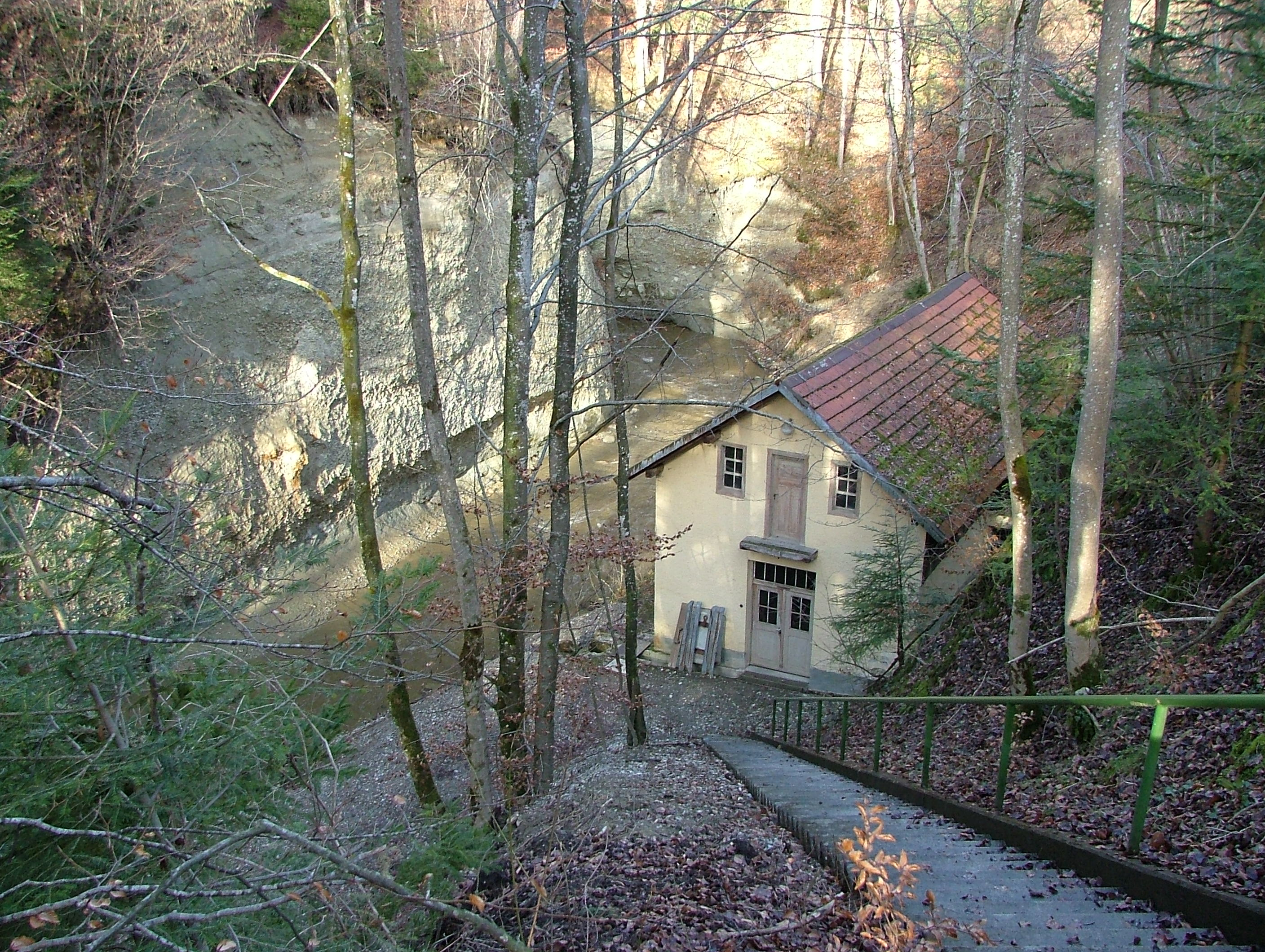
E-Werk in der Klamm
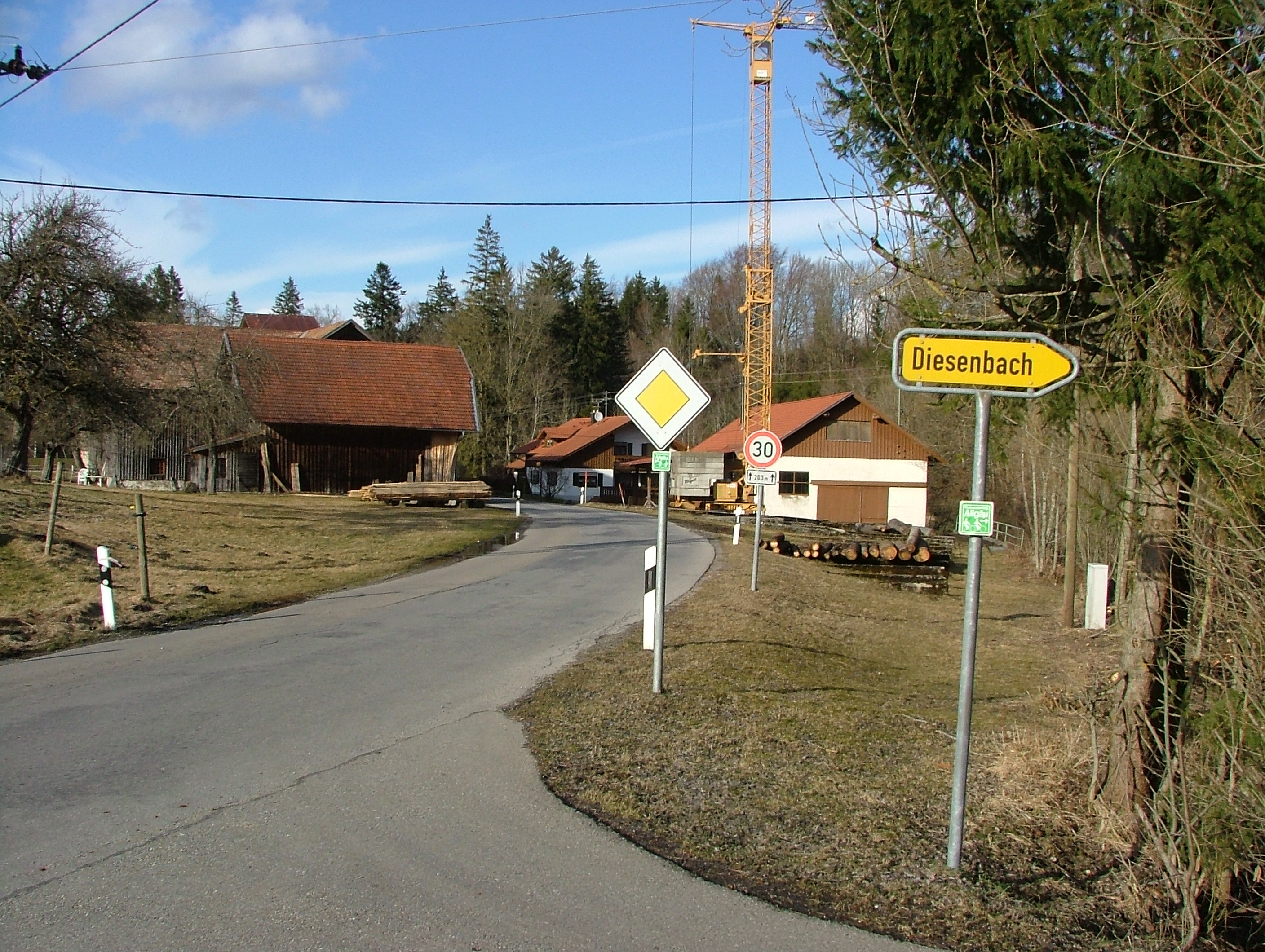
Sägewerk in Staubers